# 대한민국 상법 제324조
대한민국 상법 제324조는 발기인의 책임면제, 주주의 대표소송에 대한 상법 회사법의 조문이다. 

## 조문
第324條 (發起人의 責任免除, 株主의 代表訴訟) 第400條와 第403條 乃至 第406條의 規定은 發起人에 準用한다.